# Czerwona oberża (film 1951)
Czerwona oberża (fr. L’auberge rouge) – francuski film komediowy z 1951 roku w reżyserii Claude'a Autant-Lary. Zdjęcia plenerowe kręcono na górze Revard w departamencie Sabaudia.
Obraz zrealizowany został w konwencji filmowej ballady, zaakcentowanej śpiewanym wstępem i zakończeniem. 

## Fabuła
Akcja tej czarnej komedii rozgrywa się na południu Francji (Ardèche) w pierwszej połowie XIX wieku. Pewien zakonnik wędrując zimą w asyście nowicjusza, zatrzymuje się w karczmie położonej na odludziu w górach Owernii. Przebywają tam również inni przypadkowi podróżni. Gdy żona oberżysty postanawia skorzystać z obecności duchownego i odbyć spowiedź, wyznaje zaskoczonemu mnichowi, że od wielu lat wraz z mężem mordują swych gości dla ich obrabowania i że dotąd zgładzili ponad setkę przybyłych. Wstrząśnięty tym zakonnik pragnie ostrzec i uratować obecnych gości, nie wie jednak, jak tego dokonać nie łamiąc zarazem tajemnicy spowiedzi. Z pomocą przychodzą mu nieprzewidziane przypadki.

## Obsada
- Fernandel – zakonnik
- Julien Carette – Pierre Martin, oberżysta
- Françoise Rosay – Marie Martin, jego żona
- Marie-Claire Olivia – Mathilde Martin, ich córka
- Didier d'Yd – Jeannou, zakonny nowicjusz
- Andrée Vialla – markiza Caroline de La Roche de Glun, podróżna
- Jean-Roger Caussimon – Anglik Darwin, podróżny
- Jacques Charon – Rodolphe, podróżny
- Nane Germon – panna Elisa, podróżna
- Grégoire Aslan – Barbeuf, podróżny
- André Dalibert – drwal
- René Lefèvre-Bel – żandarm
- Robert Berri – woźnica dyliżansu
- Manuel Gary – żandarm
- André Cheff – żandarm
- Yves Montand – narrator (śpiew)